# Gunayan
Genre
Gunayan est un genre sud-américain de lépidoptères de la famille des Hesperiidae, de la sous-famille des Pyrginae et de la tribu des Pyrrhopygini.

## Historique
Le genre Gunayan a été décrit par Olaf Mielke en 2002.

## Liste des espèces
D'après FUNET Tree of Life (6 avril 2019) :
- Gunayan rhacia (Hewitson, 1875) — Brésil, Venezuela
- Gunayan rubricollis (Sepp, [1841]) — Brésil, Suriname
- Gunayan timaeus (Bell, 1931) — Pérou